# Liga Mayor del Distrito Federal 1937/38
Die Saison 1937/38 war die siebte Spielzeit der Liga Mayor del Distrito Federal, die seit 1931 diese Bezeichnung trug, sowie – unter der Berücksichtigung, dass der Wettbewerb in der Saison 1930/31 vorzeitig abgebrochen wurde und daher ebenso wenig als regulärer Ligawettbewerb anzusehen ist wie das im Pokalmodus ausgetragene Jubiläumsturnier Centenario 1921 – die 35. Spielzeit der in Mexiko eingeführten Fußball-Liga, die in der Anfangszeit unter dem Begriff Primera Fuerza firmierte. Stand der Wettbewerb ursprünglich Mannschaften aus allen Landesteilen offen, so war er in den 20 Jahren von 1920 bis 1940 auf Vereine aus Mexiko-Stadt begrenzt.
Meister wurde zum vierten Mal nach 1933, 1935 und 1937 der Club Necaxa, der in den 1930er Jahren die erfolgreichste Fußballmannschaft Mexikos stellte und wegen ihrer harmonischen Spielweise den Spitznamen Los Once Hermanos (span. für Die Elf Brüder) erhielt. 1938 war Necaxa zudem nach zehn Jahren die erste Mannschaft, die ihren in der vorangegangenen Spielzeit gewonnenen Meistertitel erfolgreich verteidigen konnte. Dies war zuletzt dem Club América gelungen, der in den 1920er Jahren die Meisterschaft zwischen 1925 und 1928 viermal in Folge gewonnen hatte. 

## Saisonverlauf
Nah vierjähriger Abstinenz stieg zu Saisonbeginn der am Ende der Saison 1932/33 ausgestiegene CD Marte wieder in den Ligabetrieb ein. Zunächst nahm die Saison für die Marcianos keinen guten Lauf, denn sie begann mit vier Niederlagen in Folge. Nach einem 1:0-Sieg gegen den Club América im fünften Spiel folgte mit dem 2:5 gegen den CF Asturias eine weitere Niederlage, bevor der Club Marte eine eindrucksvolle Schlussphase mit vier Siegen in Folge hinlegte, die ihm am Saisonende noch den dritten Platz bescherte. Den Auftakt zu dieser Serie bildete ein 4:0-Sieg gegen den späteren Meister Necaxa, dem die Niederlage insofern zusetzte, als er vor seinem letzten Spiel nur den zweiten Rang hinter dem Club Asturias belegte. Im direkten Aufeinandertreffen setzten die Necaxistas sich dann jedoch mit 5:1 durch und verteidigten erfolgreich ihren Meistertitel aus dem Vorjahr. 
Zum Kader der Meistermannschaft der Necaxistas gehörten unter anderem die folgenden Spieler (in alphabetischer Reihenfolge): „Cacheton“ Aguilar, Donato Alonso,  Horacio Casarín, Raúl „Pipiolo“ Estrada (Torwart), „Chamaco“ García, „Pulques“ León, Julio Lores, Tomás „Poeta“ Lozano, Guillermo „Perro“ Ortega, Marcial „Ranchero“ Ortiz und Ignacio „Nacho“ Trelles.

## Abschlusstabelle
| Pl. | Verein           | Sp. | S | U | N | Tore    | Diff. | Punkte |
| --- | ---------------- | --- | - | - | - | ------- | ----- | ------ |
| 1.  | Club Necaxa      | 10  | 7 | 1 | 2 | 030:130 | +17   | 15:50  |
| 2.  | CF Asturias      | 10  | 7 | 0 | 3 | 031:140 | +17   | 14:60  |
| 3.  | CD Marte         | 10  | 5 | 0 | 5 | 026:330 | −7    | 10:10  |
| 4.  | Real Club España | 10  | 3 | 1 | 6 | 027:270 | ±0    | 07:13  |
| 5.  | Club América     | 10  | 3 | 1 | 6 | 015:280 | −13   | 07:13  |
| 6.  | CF Atlante       | 10  | 3 | 1 | 6 | 018:320 | −14   | 07:13  |

## Kreuztabelle
Die Kreuztabelle stellt die Ergebnisse aller Spiele dieser Saison dar. Die Heimmannschaft ist in der linken Spalte aufgelistet und die Gastmannschaft in der obersten Reihe.
| 1937/38 | 1937/38  | NEC | AST | MAR | ESP | AME | ATE |
| 01.     | Necaxa   |     | 5:1 | 5:1 | 0:0 | 3:1 | 8:0 |
| 02.     | Asturias | 0:1 |     | 6:1 | 2:0 | 5:0 | 2:3 |
| 03.     | Marte    | 4:0 | 2:5 |     | 4:3 | 1:0 | 2:4 |
| 04.     | España   | 4:3 | 1:3 | 7:1 |     | 4:6 | 5:2 |
| 05.     | América  | 1:2 | 1:6 | 0:4 | 3:1 |     | 2:1 |
| 06.     | Atlante  | 1:3 | 0:1 | 3:6 | 3:2 | 1:1 |     |